# Lounès Amara
Pour les articles homonymes, voir Amara.
Lounès Amara, né vers 1950 et mort le 11 février 2022, est un handballeur algérien.

## Biographie
Lounès Amara est chirurgien-dentiste de formation.
Il découvre le handball au lycée El Idrissi et commence sa carrière en club au Chabab Riadi de Belcourt. Il joue ensuite sous les couleurs de la NARA Kouba et de la DNC Alger où il est sacré plusieurs fois champion d'Algérie. 
Il est le capitaine de l'équipe d'Algérie masculine de handball dans les années 1970 et 1980, remportant la médaille d'or des Jeux africains de 1973, le tournoi de qualification africain du Championnat du monde masculin de handball 1974, la médaille de bronze des Jeux méditerranéens de 1975, la médaille d'argent du Championnat d'Afrique des nations masculin de handball 1976 et la médaille d'or des Jeux africains de 1978.
Il meurt le 11 février 2022 à l'âge de 72 ans ; il est enterré au cimetière de Ben Omar à Kouba.